# Гайнц Пейджелс
Гайнц Пейджелс, або Пейджелз (Heinz Rudolf Pagels; 19 лютого 1939 — 23 липня 1988) — американський фізик, доцент фізики Університету Рокфеллера, головний виконавчий директор Нью-Йоркської академії наук та президент Міжнародної ліги Human Rights. Він написав науково-популярні книги «Космічний кодекс» (1982), «Досконала симетрія» (1985) та «Сни розуму: комп'ютер та зростання наук про складність» (1988).
Пейджелз здобув науковий ступінь доктора фізики елементарних частинок у Стенфордському університеті під керівництвом Сідні Дрелла. Його наукова робота включала статті в «Physics Reports» Квантова хромодинаміка (з В. Марчіано) та «Відступи від хіральної симетрії». Ряд його опублікованих робіт стосувався джерела маси елементарних частинок у квантовій теорії поля, особливо бозонів Намбу-Ґолдстоуна при порушенні хіральної симетрії. Він також опублікував (разом з Девідом Аткацем) прозорливий документ під назвою «Походження Всесвіту як подія квантового тунелювання» (1982), в якому було закладено пізніші роботи в цій галузі. У список його аспірантів входять Дан Калді, Сол Стокар та Сет Ллойд.